# Perejesława von Galizien
Perejesława (poln. Perejesława; † 12. April 1283) war eine ruthenische Prinzessin und masowische Fürstin. Sie entstammte dem Adelsgeschlecht der Rurikiden und heiratete in die masowischen Piasten ein.

## Leben
Perejesława war Tochter von Herzog Daniel Romanowitsch von Galizien († 1264).

## Ehe und Familie
Zwischen 1247 und 1248 heiratete sie Siemowit I. von Masowien. Aus der Ehe gingen die folgenden Kinder hervor:
- Konrad II., Herzog von Czersk
- Bolesław II., Herzog von Masowien
- Salomea – sie ging ins Kloster in Skała